# Pelkum (Hamm)
Pelkum ist ein Ortsteil der westfälischen Stadt Hamm. Er liegt im gleichnamigen Stadtbezirk.

## Geographie

### Lage und Gliederung
Pelkum liegt im Westen der Stadt Hamm.
Zu Pelkum gehören die Siedlungen Selmigerheide (im Osten), Kirchspiel (im Süden) und Westerheide (im Nordwesten).

### Nachbargemeinden
Pelkum grenzte im Jahr 1967 im Uhrzeigersinn im Westen beginnend an die Gemeinden Lerche, Herringen, Wiescherhöfen und Weetfeld (alle heute zu Hamm) sowie Westerbönen, Bönen und Nordbögge (alle heute zu Bönen).
Pelkum grenzte im Jahr 1974 im Uhrzeigersinn im Osten beginnend an die Stadt Hamm und an die Gemeinden Rhynern, Bönen und Bergkamen (alle im Kreis Unna) sowie Werne, Stockum und Bockum-Hövel (alle damals im Kreis Lüdinghausen).

## Geschichte
Pelkum ging aus dem Schulzenhof (Hof Schulze-Pelkum) der Abtei Deutz (Köln-Deutz) hervor. In den Akten des Klosters wurde der Hof Pilicheim urkundlich erstmalig 1003 erwähnt, Historiker gehen aber davon aus, dass der Ort bereits früher existierte. Die Namensherkunft von Pelkum lässt sich aus den beiden Silben ableiten: Das altsächsische „Pel“ bedeutet Pfahl oder Palisade. „Kum“ kann mit Heim oder Heimstätte übersetzt werden, worauf auch der alte Name „Pilicheim“ hinweist. Die ersten Siedlungen vor über 1000 Jahren waren wahrscheinlich von Bäumen oder Holzpfählen umgeben.
Pelkum gehörte im Spätmittelalter und der Frühen Neuzeit in eigener Bauerschaft (Pelkem) im Amt Hamm zur Grafschaft Mark. Laut dem Schatzbuch der Grafschaft Mark von 1486 hatten die 17 Steuerpflichtigen in der Bauerschaft zwischen 1 und 6 Goldgulden an Abgabe zu leisten. Im Jahr 1705 waren in der vergrößerten Bauerschaft Pelckumb 39 Steuerpflichtige mit Abgaben an die Rentei Hamm im Kataster verzeichnet. Größter Steuerzahler war der Schultenhof in Pelkum.
Im 19. Jahrhundert gehörte Pelkum bei der Errichtung der Ämter in der preußischen Provinz Westfalen zum Amt Pelkum im Kreis Hamm. Im Jahr 1885 gab es in der Landgemeinde Pelkum auf 869 ha Fläche, davon 530 ha Ackerland, 55 ha Wiesen, 104 ha Holzungen, 5 Wohnplätze, 117 Wohnhäuser mit 130 Haushaltungen und 739 Einwohner.
Anlässlich der Auskreisung der Stadt Hamm am 1. April 1901 wurde aus dem Kreis der Landkreis Hamm. Nach einer Gebietserweiterung im Jahr 1929 wurde dieser im Oktober 1930 in Kreis Unna umbenannt.
Am 1. Januar 1968 wurde die damalige Gemeinde Pelkum zusammen mit den Gemeinden Herringen, Lerche, Sandbochum und Weetfeld sowie Teilen von Wiescherhöfen zur neuen Gemeinde Pelkum zusammengeschlossen. Diese 40,65 km² große Gemeinde mit 25.337 Einwohnern wurde durch die Gemeindegebietsreform mit Wirkung vom 1. Januar 1975 wieder aufgelöst und in die kreisfreie Stadt Hamm eingemeindet.
In Pelkum gibt es eine Gedenktafel und ein Ehrengrab für die Getöteten bei den Kämpfen der Roten Ruhrarmee. Dort sollen 1920 lt. Augenzeugenberichten die heftigsten Kämpfe stattgefunden haben.
Im Bereich der Bergehalde Sundernrücken kommt es regelmäßig zu schwachen Erdbeben. Am 14. Januar 2021 fiel bei einem solchen Erdbeben (Stärke 1,7 auf der Richterskala) eine Ziege vor Schreck um.

## Einwohnerzahlen
| Jahr | Einwohner |
| ---- | --------- |
| 1849 | 0642      |
| 1910 | 1477      |
| 1931 | 1536      |
| 1956 | 2586      |
| 1961 | 3074      |

Gemeinde von 1968 bis 1974
Die folgenden Zahlen beziehen sich auf die Gemeinde, die von 1968 bis 1974 existierte, also einschließlich aller eingegliederten früher selbständigen Gemeinden. Die Zahl von 1961 ist die Summe aller Einwohnerzahlen der ehemaligen Gemeinden.
Die Zahlen von 1961 und 1970 beziehen sich auf die jeweiligen Volkszählungsergebnisse am 6. Juni 1961 und am 27. Mai 1970. Die Zahl von 1974 wurde mit dem Stichtag 30. Juni vom Landesamt für Datenverarbeitung und Statistik Nordrhein-Westfalen, heute Landesbetrieb Information und Technik Nordrhein-Westfalen, im Hinblick auf die bevorstehende kommunale Neuregelung, die am 1. Januar 1975 in Kraft trat, ermittelt.
| Jahr | Einwohner |
| ---- | --------- |
| 1961 | 23.591    |
| 1970 | 25.198    |
| 1974 | 25.337    |

## Freizeit
Im Südwesten Pelkums befindet sich der Selbachpark. Er entstand in den Jahren von 1971 bis 1974. Er bietet Gelegenheiten zur Naherholung und zur sportlichen Betätigung. Es gibt ein Freibad, Tennisplätze, einen Minigolfplatz und Möglichkeiten für weitere sportliche Betätigungen. Die parkartigen Grünanlagen am Selbach laden zu einem gemütlichen Spaziergang im Grünen ein.

## Verkehr

### Straßen
Die Landesstraße L 654 verbindet Pelkum mit Lerche, Kamen und Lünen. Die Landesstraße L 664 führt im Osten nach Wiescherhöfen und Hamm, im Westen nach Overberge, Bergkamen und Weddinghofen. Auf der Landesstraße L 665 kann man zur A 2 sowie nach Bönen, Heeren-Werve und Unna fahren.
Die Kreisstraße K 4 bietet in Richtung Norden eine Verbindung mit Sandbochum und Stockum.

### Öffentlicher Personennahverkehr
Mit Hilfe der Linie 3 der Stadtwerke Hamm gelangt man zum Stadtzentrum und nach Wiescherhöfen. Die Linie endet in südwestlicher Richtung am Selbachpark.